# Honderd Dagen (1815)
De Honderd Dagen (Frans: Cent-Jours) bestrijkt de periode vanaf Napoleons ontsnapping van Elba en terugkeer naar Frankrijk in februari 1815 tot zijn nederlaag in de Slag bij Waterloo en aftreden als keizer in juni van dat jaar. De term Honderd Dagen is gebruikelijk geworden, hoewel de periode eigenlijk iets langer was (er lagen 110 dagen tussen de vlucht van Lodewijk XVIII en het herstel van zijn macht). Deze periode staat ook bekend als de Zevende Coalitieoorlog. De oorlog werd voornamelijk uitgevochten in de Zuidelijke Nederlanden: Napoleons Waterlooveldtocht, ook wel Belgische Veldtocht genoemd.
Ondertussen werd in Italië een afzonderlijk conflict uitgevochten. Deze Napolitaanse Oorlog tussen Oostenrijk en het koninkrijk Napels van Napoleons zwager Joachim Murat eindigde met een beslissende Oostenrijkse overwinning in de Slag bij Tolentino op 2-3 mei 1815 en het herstel van Ferdinand I op de troon van Napels-Sicilië.

## Achtergrond
Na zijn nederlaag in de Zesde Coalitieoorlog in 1814 had Napoleon afstand gedaan van de troon van Frankrijk en was hij in ballingschap gegaan op het Italiaanse eilandje Elba. In Frankrijk volgde de Restauratie van de Bourbons met Lodewijk XVIII als nieuwe Franse koning, alhoewel die nauwelijks in staatszaken geïnteresseerd was. In Wenen kwam een groot aantal vorsten en diplomaten bijeen voor het Congres van Wenen om Europa opnieuw te verdelen.
In het Soeverein Vorstendom der Verenigde Nederlanden nam Willem I in maart 1815 de titel Koning der Nederlanden aan. Hij kreeg door het Congres van Wenen het Verenigd Koninkrijk der Nederlanden toebedeeld, waarin de vroegere Nederlandse Republiek en de vroegere Oostenrijkse Nederlanden verenigd werden. Aan de bevolking in het Zuiden werd niet gevraagd of ze niet liever de Oostenrijkse monarchie of de onafhankelijkheid verkozen, zoals ze dat laatste in 1790 kortstondig gekend hadden na de Brabantse Omwenteling. Daarnaast werd Willem I ook groothertog van Luxemburg.
Vanuit Elba, dat slechts 200 km van de zuidkust van Frankrijk ligt, bleef de keizer een bedreiging voor de Bourbons in Frankrijk en de vrede in Europa. De Europese grootmachten Oostenrijk, Pruisen, Groot-Brittannië en Rusland ruzieden in Wenen. Er werd zelfs met oorlog gedreigd.
In Frankrijk heerste grote onvrede over het Verdrag van Parijs waarbij het land België, de haven van Antwerpen en alle andere gebieden verloor die het na 1 januari 1792 had veroverd.
Napoleon hoopte dat zijn terugkeer naar Frankrijk een opstand tegen Lodewijk XVIII zou ontketenen. Ook kon hij met de uit Rusland teruggekeerde krijgsgevangenen een nieuw leger van ervaren veteranen samenstellen. De dreiging van Napoleon was zo groot dat in Parijs en Wenen al stemmen opgingen om hem naar de Azoren of het nog verder gelegen Sint-Helena te verbannen of om hem te laten vermoorden.

## Napoleons terugkeer

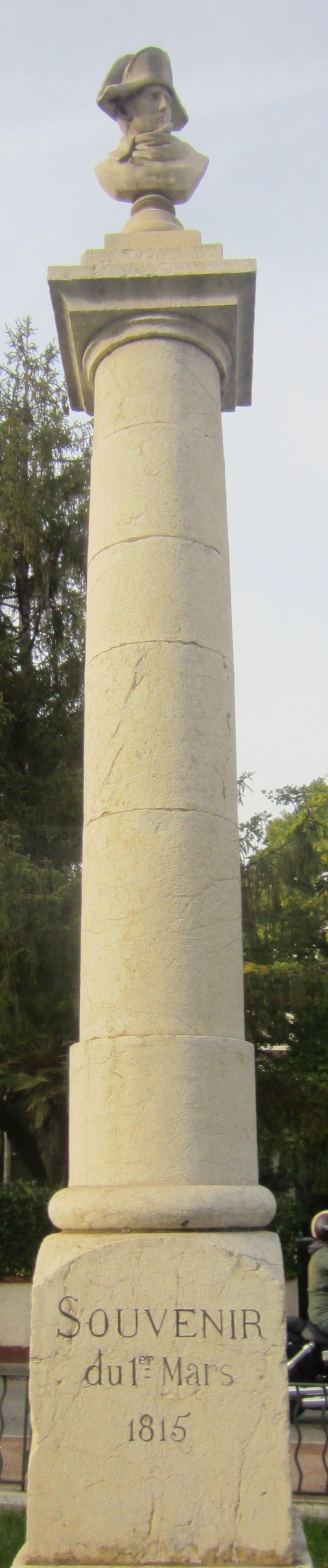
Het gedenkteken van de landing in Golfe-Juan

Op 26 februari 1815, terwijl de Britse en Franse schepen die Elba bewaakten tijdelijk afwezig waren, vertrok Napoleon vanuit Portoferraio op Elba met Pierre Cambronne en zijn persoonlijke lijfwacht van zeshonderd man, en landde op 1 maart te Golfe-Juan, Vallauris. 's Avonds bereikte hij de stad Cannes, waar hij de volgende morgen vroeg vertrok. Hij reisde via wat later bekend zou worden als de route Napoleon, eerst naar Grenoble en verder richting Parijs. De Franse troepen deden geen poging om hem tegen te houden maar sloten zich massaal bij hem aan. Op 7 maart bij Laffrey stond hij tegenover troepen van het 5e infanterieregiment. Hierbij zou hij zijn jas hebben opengerukt en gezegd hebben: “S'il en est qui veut me tuer, me voilà!” (“Als er iemand is die mij wil doden, hier ben ik”). Maarschalk Michel Ney, die koning Lodewijk XVIII had beloofd dat hij Napoleon in een ijzeren kooi naar Parijs zou terugbrengen, liep op 18 maart bij Auxerre over naar Napoleons kant met zijn divisie van zesduizend man. Ney publiceerde zelfs een oproep waarin hij alle soldaten en officieren van het Franse leger opriep om de zijde van Napoleon te kiezen. Twee dagen later kwam Napoleon aan in Parijs. De koning was ondertussen met zijn hofhouding gevlucht naar Gent, waar hij zijn residentie opsloeg in het Hotel d'Hane-Steenhuyse.
Al op 13 maart had Napoleon in Lyon een edict uitgevaardigd waarbij hij het parlement liet ontbinden; feodale titels werden opgeheven. Een aantal émigrés werd opnieuw het land uitgezet en hun grond werd onteigend.
Bij zijn terugkeer in Parijs liet Napoleon de verdediging van Lyon en Parijs op orde brengen. Ook liet hij door de liberaal Benjamin Constant een nieuwe grondwet opstellen. De afgevaardigden werd verzocht in mei naar Parijs te komen om zich daarover uit te spreken. Dit charter van 1815 was niet wezenlijk anders dan het charter van 1814 van Lodewijk XVIII: Frankrijk bleef een constitutionele monarchie, met meer spreiding van macht: een tweekamerstelsel, meer persvrijheid, en een burgemeesterverkiezing, zodat de absolute macht van Napoleon zou worden beperkt. De nieuwe grondwet werd die dag met grote meerderheid goedgekeurd, hoewel de meeste kiezers uit protest of onverschilligheid thuisbleven. Het aantal tegenstemmen bedroeg minder dan vijfduizend. In sociaal opzicht steunde Napoleons dictatuur nu op het stedelijk proletariaat en de boeren, terwijl een groot deel van de burgerij neutraal bleef. De oppositie bestond uit royalisten en liberalen. Toch koos hij voor de burgerij, die hij een liberale constitutionele monarchie beloofde, wat weinig geloofwaardig overkwam.
Op 22 april 1815 werden alle burgemeesters in Frankrijk ontslagen; driekwart van de prefecten had al eerder het veld geruimd. In Marseille kwam het die dag tot onlusten.
Op 1 juni organiseerde Napoleon een massabijeenkomst op het Champ-de-Mars, en liet zeshonderd kanonnen afvuren.

## Aanval naar het noorden
Nog voor zijn aankomst in Parijs verklaarde Napoleon dat zijn bedoelingen vreedzaam waren en tot mei schreef hij vredesvoorstellen aan de geallieerden in Wenen. Het Congres van Wenen reageerde echter door hem onmiddellijk de oorlog te verklaren. De ruziënde geallieerden waren weer verenigd tegen een gezamenlijke vijand en Groot-Brittannië, het Verenigd Koninkrijk der Nederlanden, Rusland, Oostenrijk en Pruisen maakten 150.000 soldaten beschikbaar om Napoleon te verslaan.
De oorlogsmachine werkte op volle toeren om wapens, munitie en uniformen te produceren, waarvoor Frans staatsbezit werd verkocht om aan geld te komen.
Napoleon wist dat hij snel een overwinning moest behalen om de steun van het Franse volk te krijgen. Dit was enkel mogelijk door de geallieerden stuk voor stuk te verslaan voordat ze hun legers tegen hem konden verenigen. Napoleon besloot daarom eerst de geallieerde troepen in België een nederlaag toe te brengen voordat verse troepen konden arriveren. Door de Britse troepen te vernietigen en vervolgens de Pruisen te verslaan hoopte hij de Britten van het continent te verdrijven en Pruisen tot vrede te dwingen. Daarna zou hij de vrije hand hebben om af te rekenen met de Russen en Oostenrijkers. Op 12 juni verliet Napoleon de Tuilerieën om zijn laatste veldslagen te voeren.

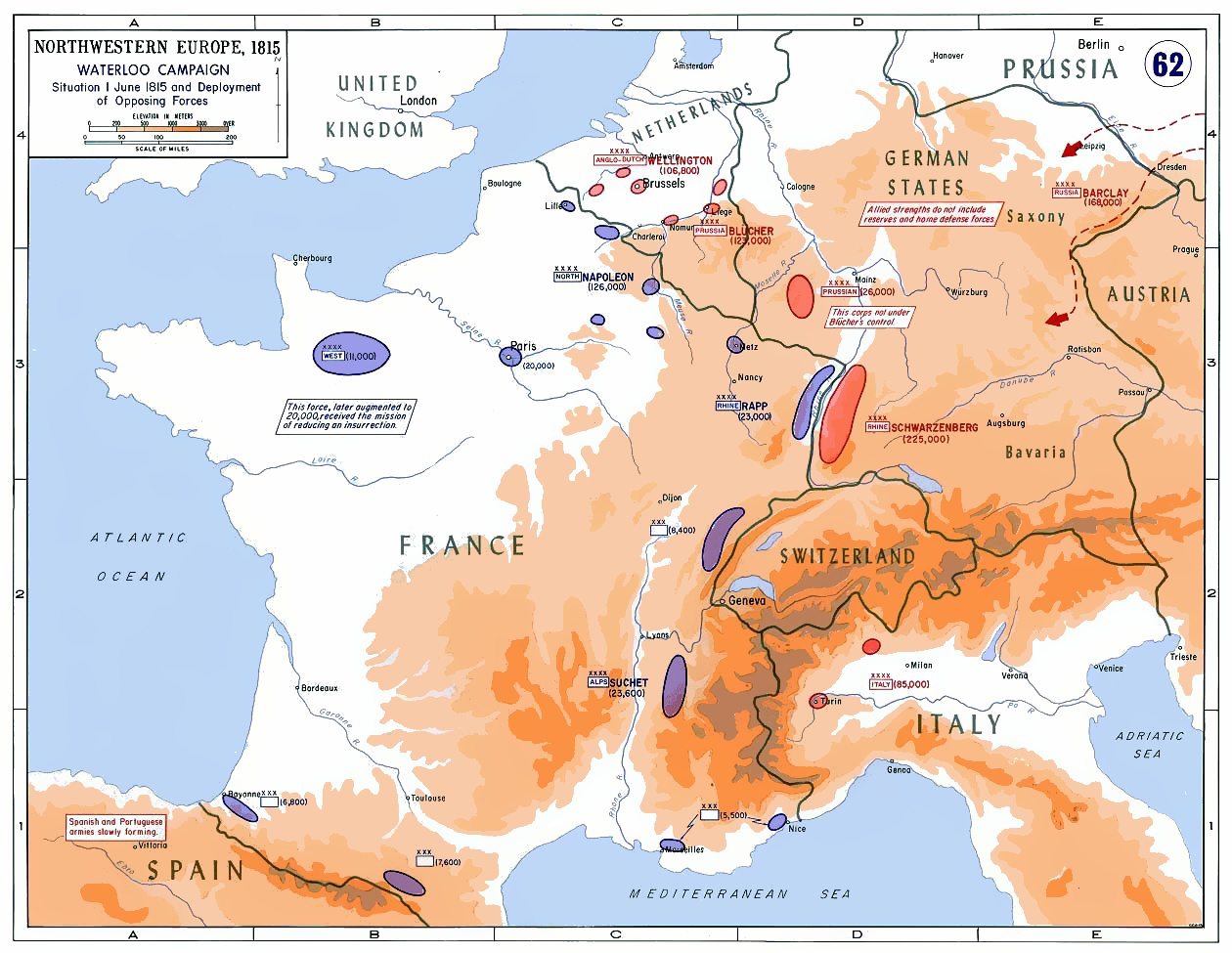
Strategische situatie in Europa op 1 juni 1815

Begin juni had Napoleon bijna 200.000 soldaten gereedstaan langs de grenzen van Frankrijk. Ondertussen verzamelden Oostenrijk en de kleine Duitse staten hun legers. Ook Spanje trok ten strijde tegen Frankrijk. Tsaar Alexander stuurde een leger van 250.000 man westwaarts. In de Zuidelijke Nederlanden bevond zich de Pruisische hoofdmacht onder bevel van Blücher en het Britse expeditieleger onder bevel van Wellington, waaronder ook de Nederlands-Belgische troepen onder bevel van de Prins van Oranje, de latere Willem II:
Wellingtons Brits-Nederlandse leger van 93.000 man (hoofdkwartier Brussel):
- Ie Corps (Willem II), 30.200, hoofdkwartier 's-Gravenbrakel, in het gebied Edingen-Genepiën-Bergen
- IIe Corps (Hill), 27.300, hoofdkwartier Aat, in het gebied Aat-Oudenaarde-Gent
- Reservecavalerie (Uxbridge) 9900, in de vallei van de Dender, tussen Geraardsbergen en Ninove
- De reserve (Wellington) van 25.500, rond Brussel
- De grens ten westen van Leuze en Binche werd bewaakt door de Nederlandse lichte cavalerie

Blüchers Pruisische leger van 116.000 man (hoofdkwartier Namen):
- Ie Corps (Graf von Zieten), 30.800, langs de Samber, hoofdkwartier Charleroi, verspreid over het gebied Fontaine-l'Evêque-Fleurus-Moustier.
- IIe Corps (Pirch), 31.000, hoofdkwartier Namen, in het gebied Namen-Hannuit-Hoei.
- IIIe Corps (Thielmann), 23.900, in de bocht van de Maas, hoofdkwartier Ciney, in het gebied Dinant-Hoei-Ciney.
- IVe Corps (Bülow), 30.300, hoofdkwartier Luik

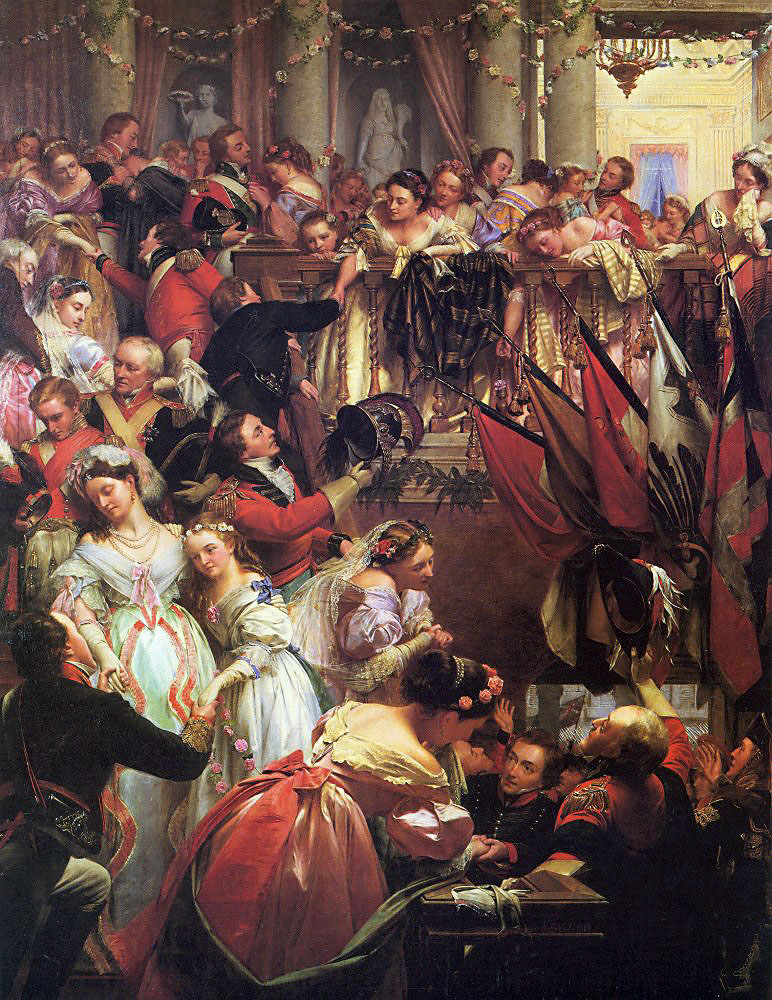
Before Waterloo van Henry Nelson O'Neil (1868), een schilderij van het bal van de hertogin van Richmond in Brussel op de avond voor de Slag bij Waterloo

De coalitietroepen waren dus verspreid over een breed front van zo'n 150 km, en het zou dagen duren om alle troepen op één punt samen te brengen.

## De Franse inval
Op 14 juni stak Napoleon bij Charleroi de Samber over met 120.000 man. De linkervleugel stond onder bevel van Ney en de rechtervleugel stond onder bevel van maarschalk Grouchy. Napoleon had zelf het bevel over de reserve, waaronder de keizerlijke garde.
Napoleon viel aan op het punt waar het Pruisische en het Brits-Nederlandse leger onder Wellington aan elkaar grensden, traditioneel een zwak punt. Wellington had verwacht dat Napoleon langs Bergen zou marcheren om zo de geallieerde troepen te omcirkelen, en dacht daarom eerst dat de Franse aanval bij Charleroi een afleidingsmanoeuvre was en dat de echte Franse aanval bij Bergen zou komen. Zo kon Napoleon gemakkelijk Charleroi innemen. Pas rond middernacht op 15 juni zond Wellington het bevel uit om zijn troepen te verzamelen bij Nijvel, ten zuiden van Brussel.
Ook de Pruisische bevelhebber Blücher begon zijn troepen bijeen te brengen en nam verdedigingsposities in bij Sombreffe. Napoleon concentreerde zich daarom met zijn rechtervleugel eerst op de Pruisen en zond Ney met de Franse linkervleugel om Quatre Bras (het kruispunt van de wegen Brussel-Charleroi en Bergen-Namen) in te nemen.

## Ligny en Quatre Bras
De volgende dag, 16 juni, volgden twee veldslagen. In de Slag bij Ligny versloeg Napoleon de Pruisen en dwong hij ze tot de terugtocht. De Fransen waren echter niet in staat onmiddellijk de achtervolging in te zetten en de Pruisen een definitieve nederlaag toe te brengen, en toen Grouchy de volgende dag eindelijk de achtervolging inzette, trok hij in oostelijke richting, terwijl de Pruisen in noordelijke richting waren teruggetrokken, naar Waver. Hierdoor bleef het Pruisische leger grotendeels intact en kon het twee dagen later Wellington bij Waterloo ontzetten.

Kaart van de veldtocht in de zuidelijke Nederlanden

Tegelijkertijd met de Slag bij Ligny vond, iets ten westen, de Slag bij Quatre Bras plaats tussen Ney en de Brits-Nederlandse troepen van Wellington. Het kruispunt Quatre Bras werd licht verdedigd, maar Ney overschatte de geallieerde sterkte en was te voorzichtig, waardoor het hem niet lukte het kruispunt in te nemen. Tegen de middag nam Wellington persoonlijk het commando over de troepen bij Quatre Bras, en met versterkingen konden de geallieerden de Fransen terugdrijven. Na de nederlaag bij Ligny besloot Wellington echter om zijn troepen van Quatre Bras naar veilige posities verder ten noorden terug te trekken.
Het Franse Ie Corps van d'Erlon werd de hele dag tussen de twee veldslagen heen en weer gestuurd, zonder aan een van de slagen deel te kunnen nemen.

## Waterloo
Met de Brits-Nederlandse troepen van Wellington in terugtrekking richting Brussel, zette Napoleon de achtervolging in. Wellington nam defensieve posities in bij het dorpje Waterloo, langs de weg naar Brussel. Hier vond op 18 juni de beslissende veldslag van de Honderd Dagen plaats, de Slag bij Waterloo. Vanwege de heftige regen, die begon op de voorafgaande dag, werd de slag uitgesteld en begon pas tegen half twaalf in de ochtend. De foeragering stokte en de munitie was nat geworden; de Franse troepen waren bovendien uitgeput na twintig uur marcheren en slapen op de natte grond. Napoleons plan was Wellington van zijn gunstige positie op de heuvel Mont-Saint-Jean te verdrijven. Jérôme Bonaparte begon een afleidingsmanoeuvre op een versterkte hoeve in Hougoumont (in de hoop dat Wellington vanaf de heuvel versterking zou zenden hetgeen Napoleon meer kansen zou bieden een goede positie op de heuvel in te nemen). Graaf d’Erlon viel de linkerflank van het geallieerde leger aan. Halverwege de middag deed de cavalerie van Maarschalk Ney een niet door Napoleon bevolen aanval op de hoeve La Haye Sainte waarbij vele paarden en Franse soldaten het leven lieten. Vervolgens vond de echte slag om de heuvel plaats. De situatie werd kritiek voor Wellington, die begon te wanhopen en wenste dat de avond viel, maar uiteindelijk besloot de achterhoede van het Franse leger aan te vallen. Op dat moment arriveerde Blücher met zijn leger en viel de vieille garde op de Franse rechterflank aan (bij Plancenoit). De Franse soldaten konden geen stand houden tegen de aanval van twee of drie kanten. Pierre Cambronne, die de oude garde aanvoerde, schreeuwde het legendarisch geworden “merde!” uit. Ney, die niet uitgeleverd wilde worden, deed een poging tot zelfmoord. Aan het begin van de avond begon het opnieuw te regenen en het Franse leger viel in chaos uiteen. Blücher, die geen Engels sprak, begroette Wellington met de woorden “Quelle affaire”. Ten slotte werd de hoeve Le Caillou, waar Napoleon de nacht had doorgebracht en die als hospitaal diende, door de Pruisen in brand gestoken.
Eerder op de dag vond een veldslag plaats tussen Grouchy en het Pruisische IIIe Corps van Thielman nabij Waver. Deze Slag bij Waver was een tactische Franse overwinning, maar als Emmanuel de Grouchy Napoleons bevelen eerder had ontvangen om zo snel mogelijk naar het noorden te trekken om de Fransen bij Waterloo te hulp te schieten, had de veldtocht heel anders kunnen aflopen.

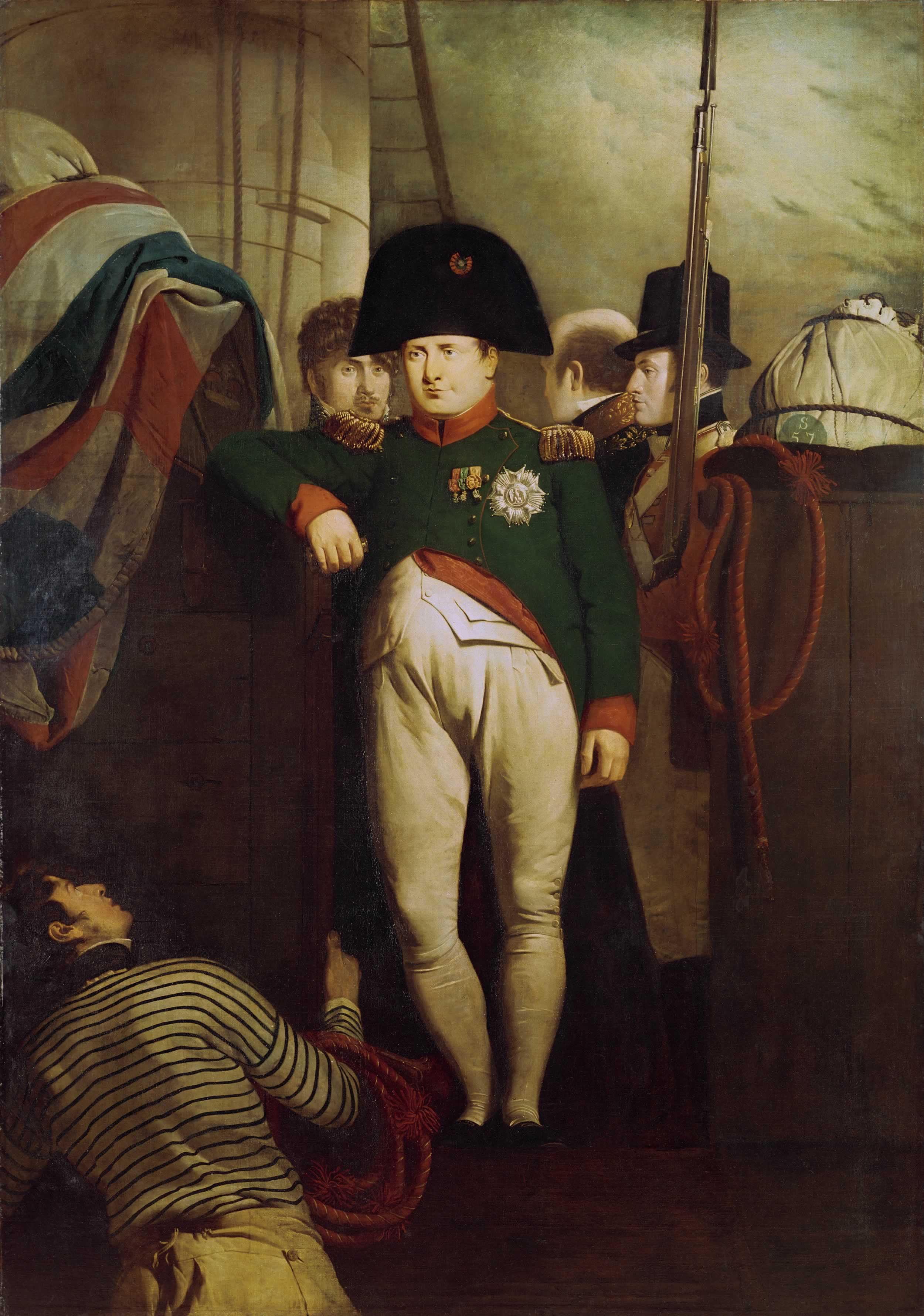
Napoleon aan boord van de HMS Bellerophon bij Plymouth. Schilderij van Sir Charles Locke Eastlake, 1816

De laatste grote veldslag van de Honderd Dagen was de Slag bij La Souffel op 28 juni nabij Straatsburg, een overwinning van de Franse generaal Rapp. Op 3 juli werden de Fransen onder bevel van Vandamme verslagen in de Slag bij Issy, nabij Parijs. De Fransen trokken zich terug uit Parijs, waar de Pruisen op 7 juli hun intocht deden.

## Afstand van de troon
Bij zijn terugkeer in Parijs, drie dagen na Waterloo, had Napoleon nog hoop dat hij zijn troon zou kunnen redden. Napoleon en zijn broer Lucien Bonaparte wilden het parlement ontbinden en Napoleon tot dictator laten verklaren. Voor dit plan kregen de Bonapartes echter geen enkele steun, en op 22 juni deed Napoleon nogmaals afstand van de troon ten gunste van zijn zoon Napoleon II (een formaliteit, omdat die zich inmiddels aan het Oostenrijkse hof in Wenen bevond).
Napoleon trok zich terug naar het landgoed Malmaison bij Parijs. Op 29 juni, met het nieuws dat de Pruisen in aantocht waren om hem te arresteren, vluchtte hij naar Île-d'Aix, van waaruit hij een schip naar de Verenigde Staten hoopte te kunnen nemen. De vluchtpoging werd echter verijdeld doordat de Britten alle havens hadden afgegrendeld. Op 15 juli gaf hij zich formeel over aan de Britten aan boord van het Britse oorlogsschip HMS Bellerophon, in de hoop asiel in Groot-Brittannië te krijgen. De Britten besloten echter Napoleon in ballingschap op het Zuid-Atlantische eiland Sint-Helena te sturen. Daar stierf hij in 1821.

## Gevolgen
Lodewijk XVIII werd op 8 juli 1815 hersteld op de Franse troon. Deze tweede Restauratie ging gepaard met veel bloedvergieten jegens bonapartistische aanhangers. De Bourbons bleven ruim 30 jaar op de troon, tot de Februarirevolutie van 1848.
Op 20 november 1815 werd in Parijs het Verdrag van Parijs getekend, waarmee de oorlog formeel beëindigd werd. Dit vredesverdrag was veel strenger voor Frankrijk dan het Verdrag van Parijs een jaar eerder. Frankrijk werd teruggebracht tot zijn grenzen van 1790 en verloor zo bijna alle veroveringen van de Franse revolutionaire en napoleontische oorlogen. Ook moesten de Fransen 700 miljoen franc aan herstellingen betalen en voor een periode van vijf jaar een geallieerd bezettingsleger van 150.000 man onderhouden.
Het Congres van Wenen, dat tijdens de oorlog gewoon was doorgegaan, eindigde op 9 juni 1815 met een verdrag waarbij de grenzen van Europa radicaal hertekend werden, onder meer om bufferstaten rond Frankrijk te creëren. Op 20 november bevestigden Groot-Brittannië, Pruisen, Oostenrijk en Rusland ook opnieuw hun bondgenootschap (de Quadruple Alliantie, in 1818 uitgebreid met Frankrijk), dat tot 1825 standhield.
Maarschalk Ney werd veroordeeld voor hoogverraad en in december 1815 gefusilleerd. Ook Murat werd ter dood veroordeeld en op 13 oktober 1815 gefusilleerd. Grouchy werd verbannen naar de Verenigde Staten, maar kreeg in 1821 amnestie en werd weer generaal. Wellington werd door koning Willem I verheven tot Prins van Waterloo. Hij diende van 1828 tot 1830 als premier van het Verenigd Koninkrijk. Blücher stierf in 1819, vier jaar na de Slag bij Waterloo, en Bülow stierf al in 1816. De Prins van Oranje speelde in 1830 een rol in de Belgische Revolutie en besteeg in 1840 de Nederlandse troon als Willem II.